# Шон Спиърс
Рони Уилям Арниел (роден на 19 февруари 1981) е канадски професионален кечист.
Работи с WWE, където участва в NXT под сценичното име Шон Спиърс. Работи и в WWE между 2006 и 2008 г. като Гавин Спиърс и между 2013 и 2019 г. като Тай Дилинджър. Прави също малка поява без кеч като Стан.

## Ранен живот
Роден в Сейнт Катринс, Онтарио, Арниел завършва Laura Secord Secondary School. Играе хокей повече от 10 години, докато не решава да започне с кеча. В детството си е фен на Рик Руд, Рик Мартел и Г-н Съвършен.

## Професионална кеч кариера

### Ранна кариера (2002 – 2006)
Арниел тренира в Hart Wrestling School в Камбридж, Онтарио със Смит Харт, Айк Шоу и Уалдо Вон Ерик с Ерик Йънг на WrestlePlex school преди да получи по-нататъшно трениране от Дерек Уайлд и Коуди Дийнър.След кеч дебютиращия си мач през март 2002 като Шон Спиърс, той започва да се бие за едни от най-големите компании в Онтарио и Съединените щати, включително Border City Wrestling, World Xtreme Wrestling и Blood Sweat and Ears. През февруари 2005, Арниел направи поява на издание на WWE Жега в отборен мач срещу Роузи и Урагана.
След изпращане на запис към служителите на World Wrestling Entertainment (WWE) Арниел е извикан за изпробване в Бъфало. Подписва развиващ договор с WWE след изпробането на 21 януари 2006 г. Появява се на Кибер Неделя като служител, наричащ себе си Стан, като му е направен суперритник от Шон Майкълс от Дегенерация Х, докато научава, че не знае значението на думата „противоречиво“.

### WWE

#### Ohio Valley Wrestling (2006 – 2007)
След като подписа своя договор с WWE, Арниел е преместен в развиваща се територия на компанията, Ohio Valley Wrestling (OVW). Той направи своя телевизионен дебют в OVW като „Канадската сензация“ Шон Спиърс, където той победи тогавашната звезда от Разбиване Даймън Дийн. След победата, Дийн атакува Спиърс, докато не беше спасен от Ал Сноу, който зашемети Дийн със стол. След дебюта си, Спиърс бързо се прочу в OVW с кратка непобедима серия, която скоро беше прекратена от Арон „Идолът“ Стивънс, когато Стивънс накара Спиърс да се предаде. След това Сиърс сформира отбор с Коуди Рънълс и враждуваха с Връщащите на миналото за Южняшките отборни титли. На 15 декември 2006 Спиърс и Рънълс спечелиха титлите от Връщащите на миналото.
На 17 март 2007 Спиърс спечели Телевизионната титла от Борис Алексиев, първата му индивидуална титла в OVW. След като спечели титлата, той започна да се фокусира към титлите и дори се опита да открадне шанса на Рънълс за Титлата в тежка категория. По време на мача за Титлата в тежка категория на Рънълс, Спиърс се намеси и направи piledriver на Рънълс, коствайки му да спечели титлата, правейки това неговото обръщане на гръб като лош. Тогава Спиърс започна да враждува с Рънълс и евентуално загуби Телевизионната титла от него на 6 юли 2007, преди да я спечели пак седмица по-късно. Той отново загуби титлата на 19 септември от дебютиращия Тед „Човекът-звяр“ Макнейлър. Тогава Спиър си върна Телевизионната си титла, само за да я загуби от Колт Кабана. Тогава Спиърс започна да враждува с Кабана, а след това двамата спечелват свободните Отборни титли на 7 ноември след като победиха Пол Бърчил и Стю Сандърс. На 19 декември враждата на Кабана и Спиърс кулминира в мач със стълби, в който победителят получава Отборните титли за себе си и избира новия си партньор. Спиърс загуби от Кабана, който тогава избра Шарлс „Чукът“ Еванс за своя нов отборен партньор.

#### Florida Championship Wrestling (2007 – 2008)
След като OVW се разсели с WWE, Спиърс дебютира в новата развиваща се територия на WWE' Florida Championship Wrestling (FCW), и сформира отбор с Ник Немед и победиха Пуерто Риканските кошмари за Отборните титли на Флорида на 17 август. Близо месец по-късно, Немет и Спиърс загубиха титлите от Джо Хенинг и Нийт Милър на 11 септември.

#### ECW (2008 – 2009)
На 19 август в епизод на ECW, Спиърс прави своя телевизионен дебют в WWE като злодей под името Гавин Спиърс, като част от „Новата суперзвездна иновация“ на Тиодор Лонг, но загуби от Рики Ортиз. След дебюта си в ECW, Спиърс започна да сменя ECW и FCW. На 2 септември на ECW, Спиърс беше победен от Супер Лудия. След тримесечно отсъствие, тъй като се биеше в FCW, Спиърс се завърна по телевизията на 16 декември в епизод на ECW, където загуби от Финли, което се оказа последният му мач за компанията. На 19 януари 2009, Арниел беше освободен от договора си.

### Независими компании (2009 – 2013)
Денят преди освобождаването си от WWE, Арниел си счупи главата и не можеше да се бие за 12 седмици, което доведе до освобождаването му. на 27 май 2009, Спиърс се би и загуби от бивш член на WWE Илайджа Бурк в изпробващ тъмен мач за Total Nonstop Action Wrestling в техния телевизионен запис за Impact!. На 12 юни Арниел се би в шоу на Ring of Honor, той победи Алек Пейн. На 15 август бе партньор на Айдъл Стивънс и спечелиха Световните отборни титли на WWC, след като победиха Гръм и Светкавица. На 31 октомври Спиърс и Стивънс загубиха Световните отборни титли от Гръм и Светкавица.
На 16 май 2010, Арниел, под името Гавин Спиърс, е в отбор с El Hijo de L.A. Park и загуби от Д-р Уагнър III и Гиганте Екстасис на шоу на Extreme Air Wrestle в Мексико, правейки първото си турне в Мексико. На 28 и 29 май, Арниел направи поява на събранието 2010 Anime North.

### Завръщане в WWE

#### NXT (от 2013 г.)
На 15 септември 2013 е съобщено, че Спиърс е подписал наново с WWE, и е преместен в развиваща се система на WWE NXT под името Тай Дилинджър. Направи своя телевизионен дебют в NXT със загуба от Моджо Роули. На 9 януари 2014 в епизод на NXT, Дилинджър се би с Си Джей Паркър, в губещ резултат. Дилинджър тогава сформира отбор с Джейсън Джордан, като двамата се определят като доказали се атлети. Отборът на Дилинджър и Джордан, получиха своята първа телевизионна победа на 17 април в епизод на NXT, побеждавайки Барън Корбин и Сойър Фултон. На 5 юни в епизод на NXT, Дилинджър и Джордан победиха двама не-подписали. На 7 август на NXT, Дилинджър и Джордан загубиха в първия кръг на турнира за Отборни титли на NXT от Ензо Аморе и Колин Касиди. Оттогава Дилинджър и Джордан рядко са се появявали заедно, докато Дилинджър беше главно използван за тушове. Партньорството на Дилинджър с Джордан официално приключи на 25 февруари в епизод на NXT, когато Джордан, недоволен от това, че партньора му не се сменя с него, скочи извън ринга и го напусна, докато Тай се опита да се смени. След мача, ядосан, Дилинджър извика бившия си партньор, но вместо това той загуби от Барън Корбин. На 22 април в епизод на NXT Дилинджър среща Фин Бáлър и загуби.
На 12 август в епизод на NXT, Дилинджър дебютира с нов образ като „Перфектната десетка“; арогантен артист, и победи Соломон Кроу. На Завземане: Бруклин, Дилинджър се би с дебютиращия Аполо Крус и загуби. На 18 февруари 2016 в епизод на NXT, Дилинджър победи Алекс Райли. На 13 април 2016 в епизод на NXT, беше победен от Шинске Накамура. На следващата седмица беше победен от Остин Ейрис.

## В кеча
- Финални ходове
  - The Perfect 10 (Inverted overdrive)
  - Running Death Valley Driver[1]
- Ключови фодове
  - Belly to belly suplex[1]
  - Жабешко цамбурване[1]
  - Hangman's neckbreaker[1]
  - Lariat[1]
  - Бомба[1]
  - Захапката на акулата[1]
  - Spinning backbreaker[1]
  - Супер ритник
  - Суперплекс[1]
- Прякори
  - „Канадското лошо момче“[4]
  - „Канадската сензация“[14]
  - „Перфектната Десетка“[15]
- Входни песни
  - „20/20“ (Instrumental Version) на Chris Goulstone (FCW; 2007 – 2009)
  - „Hollow Tip in the Clip“ на Rudiment The Producer (NXT; 2014 – 2015; използвана докато е в отбор с Джейсън Джордан)
  - „City Invasion“ на Kosinus (NXT; 2015)
  - „Ten“ на CFO$ (NXT; 2015–)

## Шампионски титли и отличия
- Adrenaline Live Wrestling
  - Шампион в тежка категория на Залива в Джорджия на ALW (1 пъти)[1]
- American Combat Wrestling
  - Шампион в тежка категория на ACW (1 път)[14]
- Canadian Independent Wrestling Alliance
  - Шампион в тежка категория на CIWA (1 път)[1]
- Florida Championship Wrestling
  - Отборен шампион на Флорида на FCW (1 път) – с Ник Немед[7]
- Florida Underground Wrestling
  - Отборен шампион на FUW (1 път) – с Кени Кендрик[16]
- Ground Breaking Pro Wrestling
  - Шампион на GBPW (1 път)[17]
- Great Lakes Championship Wrestling
  - Отборен шампион на GLCW (1 път) – с Флекс Фалкон[1]
- Neo Spirit Pro Wrestling
  - Отборен шампион на NSPW (1 път) – с Джей Ти Плайа[1]
- Ohio Valley Wrestling
  - Телевизионен шампион на OVW (3 пъти)[18]
  - Южняшки отборен шампион на OVW (3 пъти) – с Коуди Рънълс (2) и Колт Кабана (1)[18]
- Pro Wrestling Illustrated
  - PWI го класира под номер 180 в топ 500 индивидуални кечисти в PWI 500 през 2012[19]
- Pure Wrestling Association
  - Същински шампион на PWA по кеч (1 път)[1]
- Tri-City Wrestling
  - Шампион в тежка катеогирия на TCW (1 път)[16]
- World Wrestling Council
  - Световен отборен шампион на WWC (1 път) – с Айдъл Стивънс[20]
- WWE NXT
  - Северноамерикански шампион на NXT (1 път)